# (1482) Sebastiana
(1482) Sebastiana est un astéroïde de la ceinture principale découvert le 20 février 1938 par l'astronome allemand Karl Wilhelm Reinmuth. Le lieu de découverte est Heidelberg (024). Sa désignation provisoire était 1938 DA1.

## Nom
Cet astéroïde est nommé en hommage à Sebastian Finsterwalder (en)